# Polizeiruf 110: Parkplatz der Liebe
Parkplatz der Liebe ist ein deutscher Kriminalfilm von Hans Knötzsch aus dem Jahr 1986. Der Fernsehfilm erschien als 104. Folge der Filmreihe Polizeiruf 110.

## Handlung
Bruno Handtke ist mit einer Frau unterwegs, die ihm im Auto deutliche Avancen macht und mit der er an einem Parkplatz an einem Waldgebiet hält. Dass ihnen ein Trabant gefolgt ist, bemerkt Bruno nicht. Er verschwindet mit der Frau im Wald. Wenig später ist die Frau tot. Oberleutnant Lutz Zimmermann und Leutnant Thomas Grawe übernehmen die Ermittlungen. Es zeigt sich, dass die Unbekannte überfahren wurde. Nach einer Überprüfung von Autowerkstätten wird Brunos Wagen gefunden, der Blutspuren der Frau aufweist. Bruno leugnet in der Vernehmung, die Frau zu kennen oder etwas mit ihrem Tod zu tun gehabt zu haben.
Die Installateure Steffen Eisermann und Jörg Schubke kehren früher als erwartet nach Hause zurück, hat sich doch ein Termin für ihre Feierabendarbeit erledigt. Beide Familien wohnen im selben Gebäude über den Gang, die Ehefrauen Marita Schubke und Lissi Eisermann sind eng befreundet. Beide sind Hausfrauen, die Ehemänner kommen stets spät abends nach Hause. Nun treffen sie nur Marita an, die verstimmt erscheint. Sie macht den Männern Vorwürfe, ständig unterwegs zu sein. Selbst Karten für eine Bar stimmen Marita nicht froh, weiß sie doch, dass beide Männer auch beim Weggehen nur ihre Arbeit im Kopf haben werden. Lissis Wegbleiben macht Steffen hilflos, ahnt er doch, dass seine Frau mal wieder fremdgeht. Zur Polizei geht er auf Anraten von Jörg jedoch nicht. Eine Vermisstenanzeige mache ihn höchstens lächerlich, da die Polizei schwerlich seine Eheprobleme für ihn lösen wollen wird.
Die Ermittler haben bei der Toten, bei der es sich um Lissi handelt, keinen Ausweis gefunden, der ihre Identität verraten würde. Abdrücke am Ringfinger zeigen, dass sie verheiratet sein muss und normalerweise einen breiten Ehering trug. Diesen hatte sie am Tattag gegen einen schmalen Ring mit Stein getauscht, möglicherweise um einen Liebhaber nicht wissen zu lassen, dass sie verheiratet ist. Spermaspuren an ihren Oberschenkeln zeigen, dass es mit dem letzten Mann nicht zum Geschlechtsverkehr gekommen ist. Ob sie vergewaltigt wurde, kann die Gerichtsmedizin nicht feststellen. Lange bleibt die Suche in den Autobahngaststätten erfolglos, doch kann sich schließlich eine Kellnerin daran erinnern, Lissi mit Bruno gesehen zu haben. Konfrontiert mit dieser Aussage, gibt Bruno zu, von Lissi in der Gaststätte angesprochen worden zu sein. Sie sei versetzt worden und wolle zum nächsten Bahnhof mitgenommen werden. Nach eindeutigen Avancen sei er mit ihr im Wald verschwunden. Zum Geschlechtsverkehr sei es nicht gekommen, weil er zu früh kam. Daher kehrte er auch zeitiger zu seinem Wagen zurück, wo er eine Person mit Schiebermütze sah, die in seinen Wagen einzubrechen versuchte. Die Person sei in einem Trabant geflohen. Bruno habe den Wagen verfolgen wollen, doch habe sich Lissi vor sein Auto gestellt. Er habe dennoch Gas gegeben, da er annahm, dass Lissi zur Seite springt. In der Folge überfuhr er sie.
Steffen Eisermann findet in der Zeitung eine Polizeimeldung mit dem Porträt seiner Frau und der Bitte der Identifikationshilfe. Er erfährt nun vom Tod seiner Ehefrau. Er findet in ihrem Schrank eine Liste mit Angaben, wann sie von Männern wie viel Geld „erhalten“ habe und glaubt, sie habe sich prostituiert. So erklärt er sich auch die vielen neuen Kleider, die sie sich geleistet hat und von denen Marita behauptet, sie habe sie im An- und Verkauf erstanden. Die Ermittler erfahren auch von anderen Geschädigten, dass sie auf Maritas Masche hereingefallen sind. Erst jetzt geben die Männer zu, ihre Frauen mit Marita betrogen zu haben. Die Ermittler suchen nun nach dem Mittäter. Lutz Zimmermann erinnert sich, dass Steffen eine Schiebermütze hat, die der Mittäter trug. Die Mütze findet sich in Maritas Hausmüll wieder. Marita ist gelernte Autoschlosserin und gibt schließlich zu, mit Lissi zusammen die Diebstähle geplant und ausgeführt zu haben.

## Produktion
Parkplatz der Liebe wurde vom 20. Mai bis 16. Juni 1985 in Altglienicke, Motzen, Schenkendorf, Ragow und Schmöckwitz gedreht. Die Kostüme des Films schuf Barbara Glöckner, die Filmbauten stammen von Wolfram Gast. Der Film erlebte am 18. Mai 1986 im 1. Programm des Fernsehens der DDR seine Premiere. Die Zuschauerbeteiligung lag bei 30,6 Prozent.
Es war die 104. Folge der Filmreihe Polizeiruf 110. Oberleutnant Lutz Zimmermann ermittelte in seinem 8. Fall und Leutnant Thomas Grawe in seinem 2. Fall.